# Davagna
Davagna (en ligur Davagna o Dägna) és un comune italià, situat a la regió de la Ligúria i a la ciutat metropolitana de Gènova. El 2011 tenia 1.926 habitants.

## Geografia
Es troba a la vall Bisagno, a l'est de Gènova, compta amb una superfície de 20,53 km² i les frazioni de Calvari i Moranego, Rosso. Limita amb les comunes de Bargagli, Gènova, Lumarzo, Montoggio i Torriglia.